# Frey Hellman
Frey Otto Vitalis Hellman, född 9 april 1827 i Asby församling, Östergötlands län, död 5 juli 1887 i Växjö (folkbokförd i Vetlanda), var en svensk vice häradshövding, regementsintendent och målare.
Han var son till assessorn Carl Otto Hellman och Anna Katarina Kocken samt från 1857 gift med friherrinnan Carolina Christina Sparre. Han blev student vid Uppsala universitet 1846 och avlade sina juridiska examina 1849 och 1851. Han blev auditör vid Kalmar regemente 1861 och regementsintendent 1880, samtidigt var han musikdirigent vid regementet 1863–1887 och komponerade då regementets paradmarsch han var även musikdirigent vid Smålands husarregemente 1864–1872. Han var mångsidigt intresserad av en rad olika områden och studerade Naturförsköningskonsten i Österrike, Tyskland och Danmark 1862 som resulterade i skriften Anteckningar under en sommar 1862 som utgavs 1864. Han blev trädgårdsingenjör vid Statens järnvägar 1864 och var trädgårdsdirektör för järnvägens trädgårdar 1872–1887. Hellman var även känd som målare och medverkade i flera utställningar bland annat i Växjö, Göteborg, Norrköping och Stockholm. Han beskrevs som en originell och vital man med många intressen som splittrade helheten i hans skapande. Han var umgängesvän med målaren Marcus Larson. Hellman är begravd i Vetlanda.